# Ulanda Mtamba
Ulanda Mtamba es una activista malauí por los derechos de las mujeres y contra el matrimonio infantil. Se convirtió en presidenta de Rotary International en Limbe y fue incluida en la lista de las 100 Mujeres de la BBC como una de las mujeres inspiradoras e influyentes del mundo en 2023. Además, es la directora nacional de Advancing Girls Education in Africa (AGE Africa) en Malaui.

## Biografía
Mtamba es originaria de Lilongüe, Malaui. En su comunidad, las niñas suelen abandonar sus estudios para casarse. Es una activista por la educación y se opone al matrimonio infantil  ya que en Malaui la mayoría de las niñas se casan antes de los dieciocho años y el diez por ciento se casan antes de los quince.
Ha trabajado para mejorar las vidas de las personas enfermas de sida desde 2003. En 2018 fue miembro de la Coalición de Defensa de la Vacuna contra el sida con sede en Nueva York. En 2019 se unió a la organización internacional, Rotary International. Además fue defensora de una mayor protección contra el sida para las mujeres. Destacó el anillo vaginal de silicona, que reduce el riesgo de infección a casi la mitad.
Es directora nacional de Promoción de la Educación de las Niñas en África (AGE África), una organización estadounidense sin fines de lucro fundada en 2005 por Xanthe Scharff para financiar la educación de las niñas africanas. Scharff se jubiló como catalizadora de la organización y Mtamba lidera dicha organización en Malaui, con la ayuda de al menos una mujer que ha seguido con éxito el difícil camino de educarse con financiación de AGE. Hay pocos empleos y la presión social tienta a las niñas que han comenzado la educación financiada a volver a ser esposas. Mtamba y AGE Africa organizan un retiro anual en Zomba, al que invitaron a cien niñas de diversas escuelas. En un año, ella y Grace Kwelepeta, diputada por Zomba, animaron e inspiraron a las niñas no solo a buscar trabajo, sino a convertirse en emprendedoras para crear empleo. Se les pidió que priorizaran los estudios sobre el amor.
Mtamba se convirtió en presidenta del club Rotary International en Limbe en 2023. Es la primera mujer en desempeñar ese cargo. Su club anunció la finalización de tres años de trabajo para gestionar la cuenca hidrográfica del distrito de Machinga. Su club lideró el trabajo, que mejorará la vida de 2500 personas.
Se convirtió en una de las trece mujeres africanas nombradas como parte de la lista 100 Mujeres de la BBC en 2023. Tres de las otras mujeres que aparecen en dicha lista visitaron su zona, ya que también estaban preocupadas por la educación de las niñas en Malaui. Michelle Obama, Melinda Gates y Amal Clooney visitaron una escuela secundaria de Malaui en noviembre de 2023. Obama afirmó haber oído hablar del trabajo realizado para apoyar la educación de las niñas y que su fundación había financiado AGE África desde 2018. Los relatos de la visita incluyeron citas de las cuatro mujeres de la lista de la BBC. Mtamba, como directora nacional de AGE África, señaló que la visita de las otras tres demostró la importancia de su labor. Ulanda figura entre las 100 Mujeres Inspiradoras de la Temporada 2 de 2024 de la revista Wealth Woman de Malaui.